# Феодосій VI
'Його Божественне Блаженство Блаженніший Патріарх Великого Божого града Антіохії, Сирії, Аравії, Кілікії, Іверії, Месопотамії і всія Сходу Феодосій VI'(1889 , Бейрут  — 19 вересня 1970 , Дамаск )
З'явився на світ в благочестивій православній арабській сім'ї і з ранніх літ відвідував богослужіння і брав участь в церковному житті. Ще в період навчання в університеті в Бейруті, майбутній Патріарх прислуговував в одному з храмів місцевої єпархії спочатку як вівтарник, а через деякий час він стає дияконом. 
Середню освіту він здобув в училищі Трьох Святителів, вищу - в Азіатському коледжі в Дамаску. Закінчив богословську школу при Баламандському монастирі в Лівані.
З 1906 року очолював Антіохійську місію в Месопотамії.
У 1908 році патріархом Антіохійським Григорієм IV він був хіротонізований на диякона.
З 1908 по 1912 рік служив патріаршим епітропом в Діярбакирі, де на той момент існувала архієрейська кафедра Антіохійського патріархату. Вивчав там турецьку мову.
У 1912 році був направлений для вдосконалення богословської освіти в Вищу богословську школу Константинопольського патріархату на острові Халки, де разом з ним навчався майбутній патріарх Афінагор (Спіру).
У 1914 році виконував місію представника Антіохійської церкви в Афінах.
У 1915 році, успішно закінчивши богословську школу на острові Халки, повернувся в Дамаск, і в тому ж році патріарх Антіохійський Григорій IV висвятив його в сан пресвітера c возведенням у сан архімандрита і призначив своїм особистим секретарем.
У 1923 році висвячений на єпископа Тирського і Сидонською з возведенням у сан митрополита.
27-28 жовтня 1931 року брав участь в православно-Старокатолицькій конференції в Бонні, де представляв Антіохійську православну церкву.
За обрання митрополита Тріполійской Олександра (Тахана) патріархом Антіохійським й усього Сходу в 1931 році митрополит Феодосій був переведений на Тріполійской кафедру.
У 1935-1936 роках в сані митрополита за дорученням патріарха Олександра він здійснив об'їзд парафій Антіохійської православної церкви в США.
В останні роки життя патріарха Александра III митрополит Феодосій був найстарішим членом єпископату Антіохійської православної церкви і в цій іпостасі очолював в 1953 році урочистості 50-річчя архієрейства патріарха Александра.
У 1945 і 1954 роках супроводжував патріарха Олександра III в його поїздках в Радянський Союз.
14 листопада 1958 року обраний патріархом Антіохійським й усього Сходу.
Після смерті патріарха Александра, 14 листопада 1958 року народження, митрополит Феодосій як найстарший за хіротонією архієрей Антіохійської православної церкви був обраний патріархом Антіохійським й усього Сходу.
Помер 19 вересня 1970 року в Бейруті після тривалої хвороби.